# Pegesimallus tapulus
Pegesimallus tapulus là một loài ruồi trong họ Asilidae. Pegesimallus tapulus được Walker miêu tả năm 1849.